# MPEG-1
MPEG-1 (ISO/IEC 11172) ist ein Standard der Moving Picture Experts Group (MPEG) zur verlustbehafteten Video- und Audiodatenkompression.
MPEG-1 wurde in den 1980er-Jahren entwickelt (1991 vorgestellt) und hat das Ziel, Filme auf die beschränkte Datenrate einer mit normaler Geschwindigkeit abgespielten Audio-CD zu komprimieren (bis 1,5 Mbit/s). Das Ergebnis, mit dementsprechend eher bescheidener Qualität, wird Video-CD genannt. Die Video-Kompression von MPEG-1 wurde 1994 durch MPEG-2 deutlich verfeinert und verbessert. 

## Videokodierungsverfahren
Das Bildformat von MPEG-1 ähnelt dem JPEG-Format. Die Parameter werden allerdings genau festgelegt:
- Bildgröße maximal 768 × 576 Pixel
- Verhältnis der Höhe zu Breite der Pixel (14 Seitenverhältnisse definiert)
- Bildwechselfrequenz in Hertz
- Bilder liegen im YCbCr-Format als 3×8-bit-Werte pro Pixel vor:
  - Y: Luminanz/Helligkeitskomponente (16: schwarz, 223: weiß)
  - Cr: Rot-Grün-Farbdifferenzkomponente (−112: grün, +112 rot)
  - Cb: Blau-Gelb-Farbdifferenzkomponente (−112: gelb, +112 blau)

| Bildtyp                                                | Zweck                                                                                 | Kompression                                       |
| ------------------------------------------------------ | ------------------------------------------------------------------------------------- | ------------------------------------------------- |
| Intra-Bild (englisch intra coded picture, I-frame)     | Ein I-Bild entspricht einem Standbild. Es dient als Anker für den wahlfreien Zugriff. | gering (ähnlich wie bei JPEG, jedoch in Echtzeit) |
| P-Bild (englisch predictive coded picture, P-frame)    | P-Bilder benötigen Informationen von vorausgegangenen I-Bildern oder P-Bildern.       | größere Kompression als bei I-Bildern             |
| B-Bild (englisch bidirectional coded picture, B-frame) | B-Bilder sind abhängig von vorausgegangenen und folgenden I-Bildern oder P-Bildern.   | größte Kompression                                |
| D-Bild (englisch DC direct coded picture, D-frame)     | D-Bilder dienen dem schnellen Vorlauf.                                                | nur ein Farbwert wird pro 8×8-Block gespeichert   |

Bei der Bildverarbeitung werden die Bilder unterschiedlich stark komprimiert und zu unterschiedlichen Zwecken genutzt. Die I-Bilder werden unabhängig von anderen Bildern komprimiert – sie benötigen am meisten Speicherplatz, lassen sich aber unabhängig von vorangegangenen Bildern dekodieren. Daher sind sie notwendig, um (nahezu) beliebig in einem Video springen zu können. Andere Bilder werden in Abhängigkeit von den anderen Bildern in dem Videostrom kodiert und benötigen dadurch weniger Speicherplatz.
Diese Bildtypen werden dann abhängig vom Encoder, dessen Einstellungen und gelegentlich auch vom Bildmaterial unterschiedlich häufig verwendet und treten typischerweise zyklisch als sogenannte Bildergruppe (englisch Group of Pictures, GoP) auf. Eine Gruppe reicht dabei von einem I-Bild zum nächsten. Die Gruppen haben häufig eine Länge von einer halben Sekunde.

## Audiokodierungsverfahren
Teil des Standards sind auch drei Audiokodierungsverfahren. In ansteigender Komplexität und Qualität sind das Layer 1, 2 und 3.
Der Audio Layer 1 – auch bekannt als MP1 – wurde von Philips als Low-Complexity-Variante des Audio Layer 2 in den Standard eingebracht. Die digital compact cassette von Philips, die gleichzeitig mit Sonys MiniDisc auf den Markt kam und mittlerweile nicht mehr hergestellt wird, nutzte dieses Verfahren mit einer Datenrate von 384 kbps.
Der Audio Layer 2 – auch bekannt als MP2 oder Musicam – war der etablierte Standard im Radiowesen. Nahezu alle professionellen digitalen Zuspielgeräte verwendeten MPEG-1 Audio Layer 2 in der Kompression von 256 kbit/s (128 kbit pro Sekunde und Kanal), da es sich dann leicht über die in Europa gut verbreitete ISDN-Infrastruktur übertragen ließ. Audio Layer 2 wird auch auf Video-CDs und Super-Video-CDs sowie (selten und nur für Europa zugelassen) auf DVDs und beim digitalen Fernsehen eingesetzt.
Der Audio Layer 3 – besser bekannt als MP3 – wurde von der Fraunhofer-Gesellschaft und anderen entwickelt und war, wie auch Layer 1 und Layer 2, nicht lizenzfrei. Das heißt, Hersteller, die einen Encoder für MP3 entwickeln und verkaufen wollten, mussten dafür Lizenzgebühren entrichten. Nicht kommerziell vertriebene Encoder (wie etwa LAME) sind lizenzkostenfrei.
Das vergleichsweise gute Verhältnis von Größe einerseits und Qualität andererseits hat in den 1990er-Jahren zu einem Siegeszug des MP3-Formats geführt. Es war Basis des Aufblühens von Online-Tauschbörsen (wie Napster) und mobilen Musikabspielgeräten (MP3-Spieler) auf Basis von Flash-Speichern oder Festplatten.
MP3 wurde zu den nachfolgenden Advanced-Audio-Coding-Standards (aus MPEG-2 und MPEG-4) weiterentwickelt.

## Systemdefinition
Schließlich definiert MPEG-1 noch eine Methode zur blockweisen Verschränkung („Multiplex“) von Audio und Video zu System Streams. In diesen sind unter anderem auch Daten zu Abspielzeiten und zur Fehlererkennung integriert. Sie können als Datei gespeichert oder über ein Netzwerk gestreamt werden. MPEG-1 System Streams wurde für störungsunempfindliche Medien (VCD) entworfen und ist identisch mit dem in MPEG-2 definierten Programmstrom.